# Cratere Heimdal
Heimdal  è un cratere sulla superficie di Marte.